# Шульц, Нико
Ни́ко Шульц (нем. Nico Schulz; родился 1 апреля 1993 года в Берлине, Германия) — немецкий футболист, защитник. Бывший игрок сборной Германии.

## Клубная карьера
Шульц родился в Берлине в семье итальянца и немки. Первые шаги на футбольном поприще делал в команде «Реберге» из своего района. В 7 лет оказался в академии главного клуба столицы – «Герты». Здесь проявил себя ярко, в определенный момент за ним пришли скауты «Ливерпуля», но игрок не захотел покидать Германию. По ходу сезона 2009/10 он начал попадать в заявку на матчи Второй Бундеслиги, а также вышел в финал молодёжного Кубка Германии.
Летом 2010 года Нико был включён в заявку основной команды. 14 августа в матче Кубка Германии против «Пфуллендорфа» он дебютировал за основу, заменив во втором тайме Валерия Домовчийского. Через неделю в поединке против оберхайзенского «Рот-Вайсса» Шульц дебютировал во Второй Бундеслиге. В своём дебютном сезоне он помог клубу выйти в элиту. По итогам сезона «Герта» вернулась обратно во второй дивизион. Шульц в Бундеслиге не играл, но после возвращения команды на уровень второго дивизиона снова стал основным игроком. 30 марта 2013 года в матче против «Бохума» Нико забил свой первый гол за команду. По окончании сезона Шульц во второй раз помог Герте вернуться в элиту. Ещё 22 матча за это время Нико провёл во второй команде «Герты» в Регионал Лиге Норд.
Летом 2013 года Шульц продлил контракт с берлинским клубом до 2016 года и начал свою карьеру на уровне высшего дивизиона. 10 августа в поединке против франкфуртского «Айнтрахта» Нико дебютировал Бундеслиге, заменив во втором тайме Эниса Бен-Хатира. К этому моменту его команда громила «Айнтрахт» со счетом 5:1, а Шульц поучаствовал в шестом взятии ворот, отдав предголевой пас на Пера Клюге через пол поля. 5 апреля 2015 года в матче против «Падерборн 07» он забил свой первый гол в высшем дивизионе. Большую часть матчей в дебютном сезоне Шульц начинал в старте, его команда закончила первую половину чемпионата на третьем месте, но потом посыпалась и финишировала лишь на девятой строчке. По такому же сценарию прошли и следующие сезоны. «Герта» здорово стартовала и отвратительно финишировала.
Летом 2015 года Шульц перешёл в мёнхенгладбахскую «Боруссию», подписав четырёхлетний контракт. Сумма трансфера составила 4 млн евро. 19 сентября в матче против «Кёльна» он дебютировал за новый клуб, заменив во втором тайме Ибраиму Траоре. Той осенью немец играл очень мало, проведя менее 100 минут в Бундеслиге. А в октябре еще получил тяжелую травму крестообразных связок и окончательно выбыл из поля зрения тренерского штаба.
Летом 2017 года Шульц перешёл в «Хоффенхайм». 9 сентября в матче против Баварии он дебютировал за новую команду. В новой команде Шульц сразу получил необходимый вотум доверия. Он играл и в чемпионате, и в Лиге Европы. 10 марта 2018 года в поединке против «Вольфсбурга» Нико забил свой первый гол за «Хоффенхайм». Несмотря на провал в Лиге Европы (третье место в группе), «Хоффенхайм» добился впечатляющих результатов в Бундеслиге, заняв рекордное для себя третье место. Шульц во второй половине сезона набрал 6 очков по системе гол+пас (1+5).
20 мая 2019 года Шульц на пять лет заключил контракт с дортмундской «Боруссией». Сумма сделки составила 25 млн евро.

### Личная жизнь
Шульц не играл в официальных матчах с августа 2022 года, когда его обвинили в домашнем насилии. Бывшая девушка Шульца утверждала, что он пинал ее в живот за две недели до родов. В июле 2023 года дортмундская «Боруссия» расторгла соглашение с футболистом.
13 сентября 2024 года Шульц перешел в турецкий клуб «Анкарагюджю». 

## Международная карьера
В 2015 году в составе молодёжной сборной Германии Нико принял участие в молодёжном чемпионате Европы в Чехии. На турнире он сыграл в матче против Сербии, Чехии и Португалии. В поединке против чехов Шульц забил гол.
9 сентября 2018 года в товарищеском матче против сборной Перу Шульц дебютировал за сборную Германии. В этом же поединке он забил свой первый гол за национальную команду.
24 марта 2019 года впервые отличился в официальной встрече (матч квалификации Чемпионата Европы 2020 года против сборной Нидерландов). Тогда немец забил победный мяч на 90-й минуте.

### Голы за сборную Германии
| #   | Дата            | Место                                         | Противник  | Счёт | Результат | Соревнование       |
| --- | --------------- | --------------------------------------------- | ---------- | ---- | --------- | ------------------ |
| 01. | 9 сентября 2018 | Вирзоль-Рейн-Неккар-арена, Зинсхайм, Германия | Перу       | 1:2  | 3:2       | Товарищеский матч  |
| 02. | 24 марта 2019   | Йохан Кройф Арена, Амстердам, Нидерланды      | Нидерланды | 2:3  | 2:3       | Отбор на Евро-2020 |

## Статистика

### Клубная статистика
| Выступление                   | Выступление               | Выступление      | Лига | Лига | Кубки | Кубки | Еврокубки | Еврокубки | Итого | Итого |
| Клуб                          | Лига                      | Сезон            | Игры | Голы | Игры  | Голы  | Игры      | Голы      | Игры  | Голы  |
| ----------------------------- | ------------------------- | ---------------- | ---- | ---- | ----- | ----- | --------- | --------- | ----- | ----- |
| Герта (Берлин)                | 2.Бундеслига              | 2010/11          | 21   | 0    | 2     | 0     | —         | —         | 23    | 0     |
| Герта (Берлин)                | 2.Бундеслига              | 2012/13          | 20   | 1    | 0     | 0     | —         | —         | 20    | 1     |
| Герта (Берлин)                | Бундеслига                | 2013/14          | 23   | 0    | 1     | 0     | —         | —         | 24    | 0     |
| Герта (Берлин)                | Бундеслига                | 2014/15          | 28   | 1    | 1     | 0     | —         | —         | 29    | 1     |
| Герта (Берлин)                | Бундеслига                | 2015/16          | 1    | 0    | 1     | 0     | —         | —         | 2     | 0     |
| Герта (Берлин)                | Итого                     | Итого            | 93   | 2    | 5     | 0     | 0         | 0         | 98    | 2     |
| → Герта II                    | Рег. лига «Север»         | 2010/11          | 8    | 0    | —     | —     | —         | —         | 8     | 0     |
| → Герта II                    | Рег. лига «Север»         | 2011/12          | 14   | 0    | —     | —     | —         | —         | 14    | 0     |
| → Герта II                    | Рег. лига «Северо-Восток» | 2012/13          | 1    | 0    | —     | —     | —         | —         | 1     | 0     |
| → Герта II                    | Рег. лига «Северо-Восток» | 2013/14          | 1    | 0    | —     | —     | —         | —         | 1     | 0     |
| → Герта II                    | Итого                     | Итого            | 24   | 0    | 0     | 0     | 0         | 0         | 24    | 0     |
| Боруссия (Мёнхенгладбах)      | Бундеслига                | 2015/16          | 1    | 0    | 0     | 0     | 1         | 0         | 2     | 0     |
| Боруссия (Мёнхенгладбах)      | Бундеслига                | 2016/17          | 12   | 1    | 1     | 0     | 3         | 0         | 16    | 1     |
| Боруссия (Мёнхенгладбах)      | Итого                     | Итого            | 13   | 1    | 1     | 0     | 4         | 0         | 18    | 1     |
| → Боруссия II (Мёнхенгладбах) | Рег.лига «Запад»          | 2016/17          | 3    | 0    | —     | —     | —         | —         | 3     | 0     |
| → Боруссия II (Мёнхенгладбах) | Итого                     | Итого            | 3    | 0    | 0     | 0     | 0         | 0         | 3     | 0     |
| Хоффенхайм                    | Бундеслига                | 2017/18          | 27   | 1    | 2     | 0     | 5         | 1         | 34    | 2     |
| Хоффенхайм                    | Бундеслига                | 2018/19          | 30   | 1    | 2     | 1     | 5         | 0         | 37    | 2     |
| Хоффенхайм                    | Итого                     | Итого            | 57   | 2    | 4     | 1     | 10        | 1         | 71    | 4     |
| Боруссия (Дортмунд)           | Бундеслига                | 2019/20          | 11   | 1    | 4     | 0     | 3         | 0         | 18    | 1     |
| Боруссия (Дортмунд)           | Бундеслига                | 2020/21          | 13   | 0    | 3     | 0     | 3         | 0         | 19    | 0     |
| Боруссия (Дортмунд)           | Бундеслига                | 2021/22          | 16   | 0    | 2     | 0     | 6         | 0         | 24    | 0     |
| Боруссия (Дортмунд)           | Бундеслига                | 2022/23          | —    | —    | —     | —     | —         | —         | 0     | 0     |
| Боруссия (Дортмунд)           | Итого                     | Итого            | 40   | 1    | 9     | 0     | 12        | 0         | 61    | 1     |
| Всего за карьеру              | Всего за карьеру          | Всего за карьеру | 230  | 6    | 19    | 1     | 26        | 1         | 275   | 8     |

### Международная
| №  | Дата            | Оппонент   | Счёт | Голы | Соревнование              |
| -- | --------------- | ---------- | ---- | ---- | ------------------------- |
| 1  | 9 сентября 2018 | Перу       | 2:1  | Гол  | Товарищеский матч         |
| 2  | 16 октября 2018 | Франция    | 1:2  | —    | Лига Наций (А)            |
| 3  | 15 ноября 2018  | Россия     | 3:0  | —    | Товарищеский матч         |
| 4  | 19 ноября 2018  | Нидерланды | 2:2  | —    | Лига Наций (А)            |
| 5  | 20 марта 2019   | Сербия     | 1:1  | —    | Товарищеский матч         |
| 6  | 24 марта 2019   | Нидерланды | 3:2  | Гол  | отборочный матч — ЧЕ 2020 |
| 7  | 8 июня 2019     | Беларусь   | 2:0  | —    | отборочный матч — ЧЕ 2020 |
| 8  | 11 июня 2019    | Эстония    | 8:0  | —    | отборочный матч — ЧЕ 2020 |
| 9  | 6 сентября 2019 | Нидерланды | 2:4  | —    | отборочный матч — ЧЕ 2020 |
| 10 | 16 ноября 2019  | Беларусь   | 4:0  | —    | отборочный матч — ЧЕ 2020 |
| 11 | 7 октября 2020  | Турция     | 3:3  | —    | Товарищеский матч         |
| 12 | 11 ноября 2020  | Чехия      | 1:0  | —    | Товарищеский матч         |

Итого: сыграно матчей: 12 / забито голов: 2; победы: 7, ничьи: 3, поражения: 2.

## Достижения
«Герта»
- Победитель Второй Бундеслиги: 2010/11

 «Боруссия Дортмунд»
- Победитель Суперкубока Германии: 2019
- Победитель Кубка Германии: 2020/21